# Cambodge aux Jeux olympiques
La première apparition du Cambodge aux Jeux olympiques d'été remonte à 1956 à Stockholm; en effet, la délégation se limite alors à deux cavaliers et à cause d'une loi australienne restrictive concernant l'entrée des chevaux sur le territoire, les épreuves d'équitation ne purent se dérouler à Melbourne comme le reste de la compétition et durent être déplacées en Suède.
Il fallut attendre 8 ans pour retrouver treize sportifs aux jeux de Tokyo, à savoir 4 boxeurs, 6 cyclistes et 3 yachtmen.
Huit nouvelles années suivirent avant de revoir 4 athlètes, 4 nageurs et 2 boxeurs cambodgiens en 1972 à Munich, et ce avant une longue interruption due aux guerres qui ravagèrent le pays.
A Atlanta, le Cambodge fit sa réapparition sur la scène olympique avec une délégation de 2 athlètes, 2 nageurs et un lutteur. Depuis, il semble que la norme soit d'envoyer 2 participants en athlétisme et deux autres en natation, vu que ce fut la composition de la délégation que ce soit à Sydney en 2000, à Athènes en 2004 ou à Pékin en 2008.
Le Cambodge n'a pas encore participé aux Jeux olympiques d'hiver.

## Tableau des médailles
Les athlètes cambodgiens n'ont pas encore remporté de médaille.

### Par année
| \| Année \| Médaille d'or, Jeux olympiques \| Médaille d'argent, Jeux olympiques \| Médaille de bronze, Jeux olympiques \| Total \| \| 1956 \| 0 \| 0 \| 0 \| 0 \| \| 1960 \| N'a pas participé \| N'a pas participé \| N'a pas participé \| N'a pas participé \| \| 1964 \| 0 \| 0 \| 0 \| 0 \| \| 1968 \| N'a pas participé \| N'a pas participé \| N'a pas participé \| N'a pas participé \| \| 1972 \| 0 \| 0 \| 0 \| 0 \| \| 1976 \| N'a pas participé \| N'a pas participé \| N'a pas participé \| N'a pas participé \| \| 1980 \| N'a pas participé \| N'a pas participé \| N'a pas participé \| N'a pas participé \| \| 1984 \| N'a pas participé \| N'a pas participé \| N'a pas participé \| N'a pas participé \| \| 1988 \| N'a pas participé \| N'a pas participé \| N'a pas participé \| N'a pas participé \| \| 1992 \| N'a pas participé \| N'a pas participé \| N'a pas participé \| N'a pas participé \| \| 1996 \| 0 \| 0 \| 0 \| 0 \| \| 2000 \| 0 \| 0 \| 0 \| 0 \| \| 2004 \| 0 \| 0 \| 0 \| 0 \| \| 2008 \| 0 \| 0 \| 0 \| 0 \| \| 2012 \| 0 \| 0 \| 0 \| 0 \| \| 2016 \| 0 \| 0 \| 0 \| 0 \| \| 2020 \| 0 \| 0 \| 0 \| 0 \| \| Total \| 0 \| 0 \| 0 \| 0 \| |                                |                                    |                                     |                   |
| Année | Médaille d'or, Jeux olympiques | Médaille d'argent, Jeux olympiques | Médaille de bronze, Jeux olympiques | Total             |
| 1956 | 0                              | 0                                  | 0                                   | 0                 |
| 1960 | N'a pas participé              | N'a pas participé                  | N'a pas participé                   | N'a pas participé |
| 1964 | 0                              | 0                                  | 0                                   | 0                 |
| 1968 | N'a pas participé              | N'a pas participé                  | N'a pas participé                   | N'a pas participé |
| 1972 | 0                              | 0                                  | 0                                   | 0                 |
| 1976 | N'a pas participé              | N'a pas participé                  | N'a pas participé                   | N'a pas participé |
| 1980 | N'a pas participé              | N'a pas participé                  | N'a pas participé                   | N'a pas participé |
| 1984 | N'a pas participé              | N'a pas participé                  | N'a pas participé                   | N'a pas participé |
| 1988 | N'a pas participé              | N'a pas participé                  | N'a pas participé                   | N'a pas participé |
| 1992 | N'a pas participé              | N'a pas participé                  | N'a pas participé                   | N'a pas participé |
| 1996 | 0                              | 0                                  | 0                                   | 0                 |
| 2000 | 0                              | 0                                  | 0                                   | 0                 |
| 2004 | 0                              | 0                                  | 0                                   | 0                 |
| 2008 | 0                              | 0                                  | 0                                   | 0                 |
| 2012 | 0                              | 0                                  | 0                                   | 0                 |
| 2016 | 0                              | 0                                  | 0                                   | 0                 |
| 2020 | 0                              | 0                                  | 0                                   | 0                 |
| Total | 0                              | 0                                  | 0                                   | 0                 |

## Athlètes cambodgiens
Pour le moment, 38 sportifs ont représenté le Cambodge aux jeux Olympiques. La discipline comptant le plus de participants est la natation (11 compétiteurs) puis l'athlétisme (9) suivi de la boxe et du cyclisme (6), la Voile (3), l'équitation (2) et enfin la lutte (1).
| Nom               | Sexe     | Année | Discipline | Épreuve                     | Rang                      |
| ----------------- | -------- | ----- | ---------- | --------------------------- | ------------------------- |
| An D.             | Masculin | 1964  | Yachting   | Star                        | 17e                       |
| Chhay Khieng Nhem | Masculin | 1972  | Natation   | 100 m papillon              | 37e des séries            |
| Chhay Khieng Nhem | Masculin | 1972  | Natation   | 4×100 m 4 nages             | 17e des séries            |
| Ek Sam An         | Masculin | 1964  | Boxe       | Poids coq                   | Éliminé au 1er tour       |
| Ghanty Isoup      | Masculin | 1956  | Équitation | Jumping                     | Éliminé au 1er tour       |
| Hem Buntig        | Masculin | 2008  | Athlétisme | Marathon                    | 73e                       |
| Hem Kiri          | Masculin | 2000  | Natation   | 50 m nage libre             | 66e des séries            |
| Hem Kiri          | Masculin | 2004  | Natation   | 50 m nage libre             | 70e des séries            |
| Hem Lumphat       | Masculin | 1996  | Natation   | 200 m 4 nages               | disqualifié en série      |
| Hem Ramksmey      | Féminin  | 2000  | Natation   | 50 m nage libre             | 70e des séries            |
| Hem Reaksmey      | Féminin  | 1996  | Natation   | 100 m brasse                | 46e des séries            |
| Hem Thon Ponloeu  | Masculin | 2008  | Natation   | 50 m nage libre             | 79e des séries            |
| Hem Thon Vitiny   | Féminin  | 2008  | Natation   | 50 m nage libre             | 78e des séries            |
| Ket Sivan         | Féminin  | 2004  | Natation   | 50 m nage libre             | 71e des séries            |
| Khen Son          | Masculin | 1964  | Cyclisme   | Poursuite individuelle      | Éliminé au 1er tour       |
| Khen Son          | Masculin | 1964  | Cyclisme   | Contre la montre par équipe | 27e                       |
| Kheng Meas        | Féminin  | 1972  | Athlétisme | 100 m                       | 44e des séries            |
| Kheng Meas        | Féminin  | 1972  | Athlétisme | 200 m                       | 34e des séries            |
| Khong Phar        | Masculin | 1972  | Boxe       | Poids mouche                | 32e de finaliste          |
| Khiru Soeun       | Masculin | 1964  | Boxe       | Poids plume                 | Éliminé au 2d tour        |
| Kim T.            | Masculin | 1964  | Yachting   | Star                        | 17e                       |
| Ouk Chan Than     | Féminin  | 1996  | Athlétisme | 100 m                       | 56e des séries            |
| Ouk Chan Than     | Féminin  | 2000  | Athlétisme | 100 m                       | 84e des séries            |
| Phouk Sopheak     | Masculin | 2004  | Athlétisme | 100 m                       | 77e des séries            |
| Ret Chhon         | Masculin | 1964  | Cyclisme   | Contre la montre par équipe | 27e                       |
| Saing Pen         | Masculin | 1956  | Équitation | Jumping                     | Éliminé au 1er tour       |
| Samnang Prak      | Masculin | 1972  | Natation   | 100 m nage libre            | 45e des séries            |
| Samnang Prak      | Masculin | 1972  | Natation   | 200 m nage libre            | 45e des séries            |
| Samnang Prak      | Masculin | 1972  | Natation   | 4×100 m 4 nages             | 17e des séries            |
| Samphon Mao       | Masculin | 1972  | Athlétisme | 100 m                       | 70e des séries            |
| Samphon Mao       | Masculin | 1972  | Athlétisme | 200 m                       | Non partant en série      |
| Sarun Van         | Masculin | 1972  | Natation   | 100 m dos                   | 37e des séries            |
| Sarun Van         | Masculin | 1972  | Natation   | 200 m dos                   | 35e des séries            |
| Sarun Van         | Masculin | 1972  | Natation   | 4×100 m 4 nages             | 17e des séries            |
| Savin Chem        | Masculin | 1972  | Athlétisme | 400 m                       | 55e des séries            |
| Sitta Sin         | Masculin | 1972  | Athlétisme | Saut en hauteur             | Éliminé en qualifications |
| Sokhon Yi         | Masculin | 1972  | Natation   | 100 m brasse                | 34e des séries            |
| Sokhon Yi         | Masculin | 1972  | Natation   | 200 m brasse                | 32e des séries            |
| Sokhon Yi         | Masculin | 1972  | Natation   | 4×100 m 4 nages             | 17e des séries            |
| Soth Sun          | Masculin | 1972  | Boxe       | Poids plume                 | 16e de finaliste          |
| Sou Titlinda      | Féminin  | 2004  | Athlétisme | 100 m                       | 57e des séries            |
| Sou Titlinda      | Féminin  | 2008  | Athlétisme | 100 m                       | 70e des séries            |
| Tan Thol          | Masculin | 1964  | Cyclisme   | Vitesse individuelle        | Éliminé en repêchage      |
| Tim Phivanna      | Masculin | 1964  | Cyclisme   | Vitesse individuelle        | Éliminé au 1er tour       |
| To Rithya         | Masculin | 1996  | Athlétisme | Marathon                    | 105e                      |
| To Rithya         | Masculin | 2000  | Athlétisme | Marathon                    | 80e                       |
| Touch Kim Sy      | Masculin | 1964  | Yachting   | Finn                        | 33e                       |
| Touch Nol         | Masculin | 1964  | Boxe       | Poids mi welter             | Éliminé au 2d tour        |
| Van Son           | Masculin | 1964  | Cyclisme   | Contre la montre par équipe | 27e                       |
| Vath Chamroeun    | Masculin | 1996  | Lutte      | Libre, 62 kg                | éliminé au 1er tour       |
| Yi Yuong          | Masculin | 1964  | Cyclisme   | Contre la montre par équipe | 27e                       |
| You Chin Hong     | Masculin | 1964  | Boxe       | Poids léger                 | Éliminé au 1er tour       |

## Sources
- (nl) Cet article est partiellement ou en totalité issu de l’article de Wikipédia en néerlandais intitulé « Cambodja op de Olympische Spelen » (voir la liste des auteurs).
- (en) Site officiel des jeux de Pékin 2008
- (en) Rapports officiels des jeux olympiques